# 615. grenadirski polk (Wehrmacht)
615. grenadirski polk (izvirno nemško 615. Grenadier-Regiment; kratica 615. GR) je bil pehotni polk Heera v času druge svetovne vojne.

## Zgodovina
Polk je bil ustanovljen leta 1943 in dodeljen 98. pehotni diviziji. Istega leta je bil preimenovan v 289. grenadirski polk.